# Tan Thanh
Tan Thanh é uma cidade localizada no Delta do Mekong, no Vietnã, na província de Dong Thap. A cidade de Tan Thanh fica a 162 km a sudoeste da cidade de Ho Chi Minh. Tan Thanh é uma importante cidade do distrito de Lai Vung. Há alguns parques industriais de Song Hau aqui. Rio Lai Vung flui do rio Hau pela cidade

## Transportes
- QL54

- DT851

- Song Hau